# Marina Foïs
Marina Foïs (Boulogne-Billancourt, 21 gennaio 1970) è un'attrice francese.

## Biografia
Marina Foïs è nata da una famiglia di origine russa, ebrea egiziana, tedesca e italiana (sarda), il 21 gennaio 1970. Oltre alla nazionalità francese possiede anche quella italiana e parla perfettamente l'italiano. Nel 1986, all'età di 16 anni, scoprì la sua passione per la commedia recitando in La scuola delle mogli e decise di seguire dei corsi per corrispondenza diplomandosi due anni più tardi. In seguito si unì alla compagnia The Royal Imperial Green Rabbit Company (che cambierà nome in Les Robins des Bois) che dal 1996 comparve sul canale televisivo Comédie ! nel programma La Grosse Émission, tutti i giorni in diretta per due anni. Durante questo periodo, Marina ideò molti sketch con Pierre-François Martin-Laval inventandosi diversi personaggi comici di successo. Dal 1999 comparirono anche su Canal+, ma dal giugno 2001 la compagnia smise di lavorare in televisione preferendo dedicarsi al cinema. Fra tutti i componenti Marina divenne una delle attrici più prolifiche con quasi tre film all'anno.

## Filmografia

### Cinema
- La perme, regia di Emmanuel Silvestre e Thibault Staib (1993) – cortometraggio
- Casque bleu, regia di Gérard Jugnot (1994)
- Serial Lover, regia di James Huth (1998)
- Rien ne sert de courir, regia di Patrick Bosso (1999) – cortometraggio
- L'amour déchiré, regia di Yann Piquer (1999)
- Trafic d'influence, regia di Dominique Farrugia (1999)
- Triste à mourir, regia di Alexandre Billon (1999)
- Uppercut, regia di Patrice Jourdan e Sören Prévost (2000) – cortometraggio
- La Tour Montparnasse infernale, regia di Charles Nemes (2001)
- Asterix & Obelix - Missione Cleopatra (Astérix et Obélix : Mission Cléopâtre), regia di Alain Chabat (2002)
- Le raid, regia di Djamel Bensalah (2002)
- Jojo la frite, regia di Nicolas Cuche (2002)
- Filles perdues, cheveux gras, regia di Claude Duty (2002)
- Pistole nude (Mais qui a tué Pamela Rose?), regia di Éric Lartigau (2003)
- Bienvenue au gîte, regia di Claude Duty (2003)
- RRRrrrr!!!, regia di Alain Chabat (2004)
- Casablanca Driver, regia di Maurice Barthélémy (2004)
- J'me sens pas belle, regia di Bernard Jeanjean (2004)
- À boire, regia di Marion Vernoux (2004)
- Un petit jeu sans conséquence, regia di Bernard Rapp (2004)
- Un ticket pour l'espace, regia di Éric Lartigau (2006)
- Essaye-moi, regia di Pierre-François Martin-Laval (2006)
- Les hommes s'en souviendront..., regia di Valérie Müller (2006) – cortometraggio
- Darling, regia di Christine Carrière (2007)
- La personne aux deux personnes, regia di Nicolas Charlet e Bruno Lavaine (2008)
- Un coeur simple, regia di Marion Laine (2008)
- Le plaisir de chanter, regia di Ilan Duran Cohen (2008)
- Le Bal des actrices, regia di Maïwenn (2009)
- Le code a changé, regia di Danièle Thompson (2009)
- Non ma fille, tu n'iras pas danser, regia di Christophe Honoré (2009)
- L'immortale (L'immortel), regia di Richard Berry (2010)
- Amore facciamo scambio? (Happy Few), regia di Antony Cordier (2010)
- Scatti rubati (L'homme qui voulait vivre sa vie), regia di Éric Lartigau (2010)
- Les yeux de sa mère, regia di Thierry Klifa (2011)
- Polisse, regia di Maïwenn Le Besco (2011)
- Maman, regia di Alexandra Leclère (2012)
- Franck-Étienne vers la béatitude, regia di Constance Meyer (2012) – cortometraggio
- Boule & Bill, regia di Alexandre Charlot e Franck Magnier (2013)
- È arrivato nostro figlio (100% cachemire), regia di Valérie Lemercier (2013)
- Vandal, regia di Hélier Cisterne (2013)
- La ritournelle, regia di Marc Fitoussi (2014)
- Bodybuilder, regia di Roschdy Zem (2014)
- Tiens-toi droite, regia di Katia Lewkowicz (2014)
- Papa ou Maman, regia di Martin Bourboulon (2015)
- Papa ou Maman 2, regia di Martin Bourboulon (2016)
- Pericle il nero, regia di Stefano Mordini (2016)
- La Tour de contrôle infernale, regia di Èric Judor (2016)
- Irréprochable, regia di Sébastien Marnier (2016)
- L'atelier, regia di Laurent Cantet (2017)
- 7 uomini a mollo (Le Grand Bain), regia di Gilles Lellouche (2018)
- Una intima convinzione (Une intime conviction), regia di Antoine Raimbault (2019)
- Gli infedeli, regia di Stefano Mordini (2020)
- Parigi, tutto in una notte (La Fracture), regia di Catherine Corsini (2021)
- As bestas, regia di Rodrigo Sorogoyen (2022)
- La verità secondo Maureen K. (La syndicaliste), regia di Jean-Paul Salomé (2022)

### Televisione
- Et si on faisait un bébé?, regia di Christiane Spiero (1997) - film TV
- Le pire des Robins des Bois (1999) - serie TV
- L'Instant norvégien in Nulle part ailleurs (2000-2001) - serie TV
- La Cape et l'Épée (2000-2001) - serie TV
- Elie annonce Semoun, regia di Élie Semoun (2000) - film direct-to-video
- Restauratec, regia di Nicolas Charlet e Bruno Lavaine (2002) - film TV
- Bref. (2012) - serie TV, episodio 1x53
- Le débarquement (2013) - serie TV, episodio 1x2
- Tout est permis, regia di Emilie Deleuze (2014) - film TV
- 3 x Manon (2014) - miniserie TV

## Doppiatrici italiane
- Tiziana Avarista in L'immortale, Polisse, 7 uomini a mollo, As Bestas - La terra della discordia
- Laura Lenghi in Scatti rubati
- Chiara Colizzi in L'atelier
- Daniela Abruzzese in Un'intima convinzione
- Cinzia Villari in Parigi, tutto in una notte
- Anna Cugini in La verità secondo Maureen K.

## Premi e riconoscimenti
- Premi César 2003 - Nomination come migliore promessa femminile per Filles perdues, cheveux gras
- Premi César 2008 - Nomination come migliore attrice per Darling
- Premi Lumière 2008 - Nomination come migliore attrice (con Karin Viard) per Darling
- Premi César 2012 - Nomination come migliore attrice per Polisse
- Premi Lumière 2012 - Nomination come migliore attrice per Polisse
- Globe de cristal 2012 - miglior attrice (con Karin Viard) per Polisse